# قايدو كييزا
قايدو كييزا (بالإيطالية: Guido Chiesa)‏ (و. 1959  م) هو مخرج أفلام، وكاتب سيناريو إيطالي، ولد في تورينو.

## التعليم
تعلم في جامعة تورينو
.

## وصلات خارجية
- قايدو كييزا على موقع IMDb (الإنجليزية)
- قايدو كييزا على موقع ألو سيني (الفرنسية)
- قايدو كييزا على موقع أول موفي (الإنجليزية)
- قايدو كييزا على موقع قاعدة بيانات الأفلام السويدية (السويدية)
- قايدو كييزا على موقع ديسكوغز (الإنجليزية)
- قايدو كييزا على موقع قاعدة بيانات الفيلم (الإنجليزية)
- قايدو كييزا على موقع كينوبويسك (الروسية)